# Cingle del Mas d'en Josep

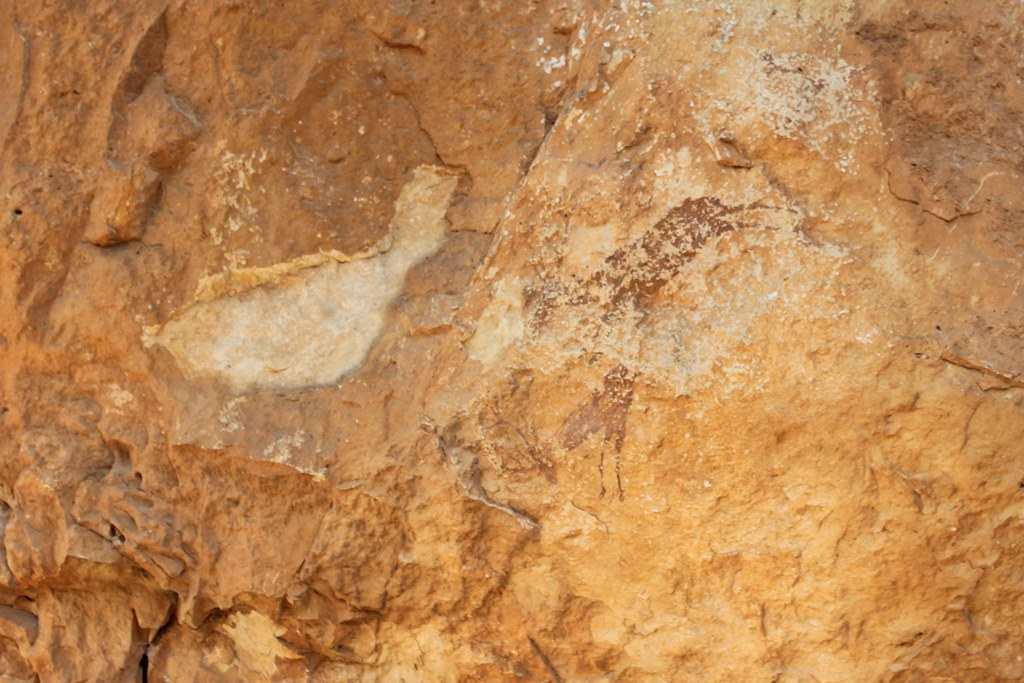
Sector 2: Escena de caza de dos ciervos

El cingle del Mas d'en Josep es un abrigo con pinturas rupestres del arte levantino situado a 340 m de altura en la margen izquierda del barranco de la Valltorta, un área de gran concentración de conjuntos pictóricos, cerca de Tírig en la provincia de Castellón. Muestra pinturas rupestres con diversas composiciones de temática cinegética. Fue declarado Patrimonio de la Humanidad en 1998.

## Descripción
Este abrigo de unos 40 m de longitud conserva unos 25 motivos pictóricos del estilo levantino. Principalmente se distinguen dos escenas de cacería. Llama la atención la representación detallista de los adornos que llevan las figuras humanas en ambos paneles como gorros, plumas, bolsas y cintas.
El sector 1 muestra una escena de caza de un jabalí herido por cinco flechas y asaeteado por un arquero en disposición de disparo estando a la carrera con las piernas abiertas en 180° como forma de expresión de movimiento.
En el sector 2 se conserva una escena de caza de dos ciervos de cornamenta desproporcionada y dirigida hacia atrás escapando a la carrera del acoso de un mal conservado arquero con brazos abiertos en movimiento. Además hay una escena de un recolector trepando llevando una bolsa en su espalda.
Las visitas se realizan con guía desde el museo de la Valltorta.

## Cronología
Neolítico (entre 7.000-5.000 años antes del presente).